# Gods of War
Albums de Manowar
Warriors of the World
(2002) Battle Hymns MMXI
Gods of War est le 10e album studio du groupe de heavy metal Manowar, sa sortie en France était prévue pour le 5 mars 2007 dans les voies officielles, mais a été repoussée au 7 mars au dernier moment sans préavis. Un extrait de 60 secondes de chaque titre a été diffusé en avant-première et en boucle durant 2 heures sur le site du groupe. Les extraits ont été remis en place quelques jours après la sortie de l'album. C'est le dernier album du groupe avec Scott Columbus à la Batterie.

## Chansons
Toutes les pistes par Joey DeMaio, sauf indication.
1. Overture to the Hymn of the Immortal Warriors - 6:19
2. The Ascension - 2:30
3. King of Kings - 4:17
4. Army of the Dead Part 1 - 1:58
5. Sleipnir - 5:13 - (DeMaio, Logan)
6. Loki God of Fire - 3:49
7. Blood Brothers - 4:54
8. Overture to Odin - 3:41
9. The Blood of Odin - 3:57
10. The Sons of Odin - 6:23
11. Glory Majesty Unity - 4:41
12. Gods of War - 7:25
13. Army of the Dead Part 2 - 2:20
14. Odin - 5:26
15. Hymn of the Immortal Warriors - 5:29
16. Die for Metal (Bonus) - 5:16 - (DeMaio, Logan)

## Formation
- Eric Adams - Chant
- Karl Logan - Guitare
- Joey DeMaio - Basse
- Scott Columbus - Batterie